# Bill Plympton
Bill Plympton   (Portland, 30 d'abril de 1946) és un animador, dissenyador gràfic, dibuixant i cineasta estatunidenc més conegut pel seu curtmetratge d'animació nominat als Oscar al millor curtmetratge d'animació de 1987 Your Face i la seva sèrie de curts del 2004 amb un personatge gos que comença amb Guard Dog.

## Biografia
Plympton va néixer a Portland (Oregon), fill de Wilda Jean (Jerman) i Donald F. Plympton, i es va criar en una granja a la propera Oregon City amb cinc germans: Sally, Tia, Peggy, David i Peter. De 1964 a 1968, va estudiar disseny gràfic a la Universitat Estatal de Portland, on va ser membre de la societat cinematogràfica i va treballar en l'anuari. El 1968, es va traslladar a l'Escola d'Arts Visuals a Nova York, on es va especialitzar en dibuixos animats. Es va graduar a la SVA el 1969.

## Carrera
Les il·lustracions i dibuixos animats de Plympton s'han publicat a The New York Times i al setmanari The Village Voice, així com a les revistes Vogue, Rolling Stone, Vanity Fair, Penthouse i  National Lampoon. La seva tira de dibuixos animats polítics Plympton, que va començar el 1975 a SoHo Weekly News, finalment es va redifondre i va aparèixer en més de 20 diaris.
El 1988, el seu curtmetratge d'animació Your Face va ser nominat a l'Oscar al millor curtmetratge d'animació. També es va fer conegut per altres curtmetratges d'animació, com 25 Ways to Quit Smoking (1989) i Enemies (1991), l'últim dels quals formava part de la sèrie Animania de MTV, on es van mostrar molts dels seus altres curts.
El 1991, Plympton va guanyar la Palma d'Or al millor curtmetratge al 44è Festival Internacional de Cinema de Canes per Push Comes to Shove, que va aparèixer a la sèrie d'animació de MTV Liquid Television. El 1992, el seu primer llargmetratge d'animació autofinançat, The Tune va debutar al Festival de Cinema de Sundance.
El seu treball també va aparèixer a la sèrie de comèdia de Fox de 1992–1993 The Edge. El 1993 va fer la seva primera pel·lícula d'acció en directe, J. Lyle'.

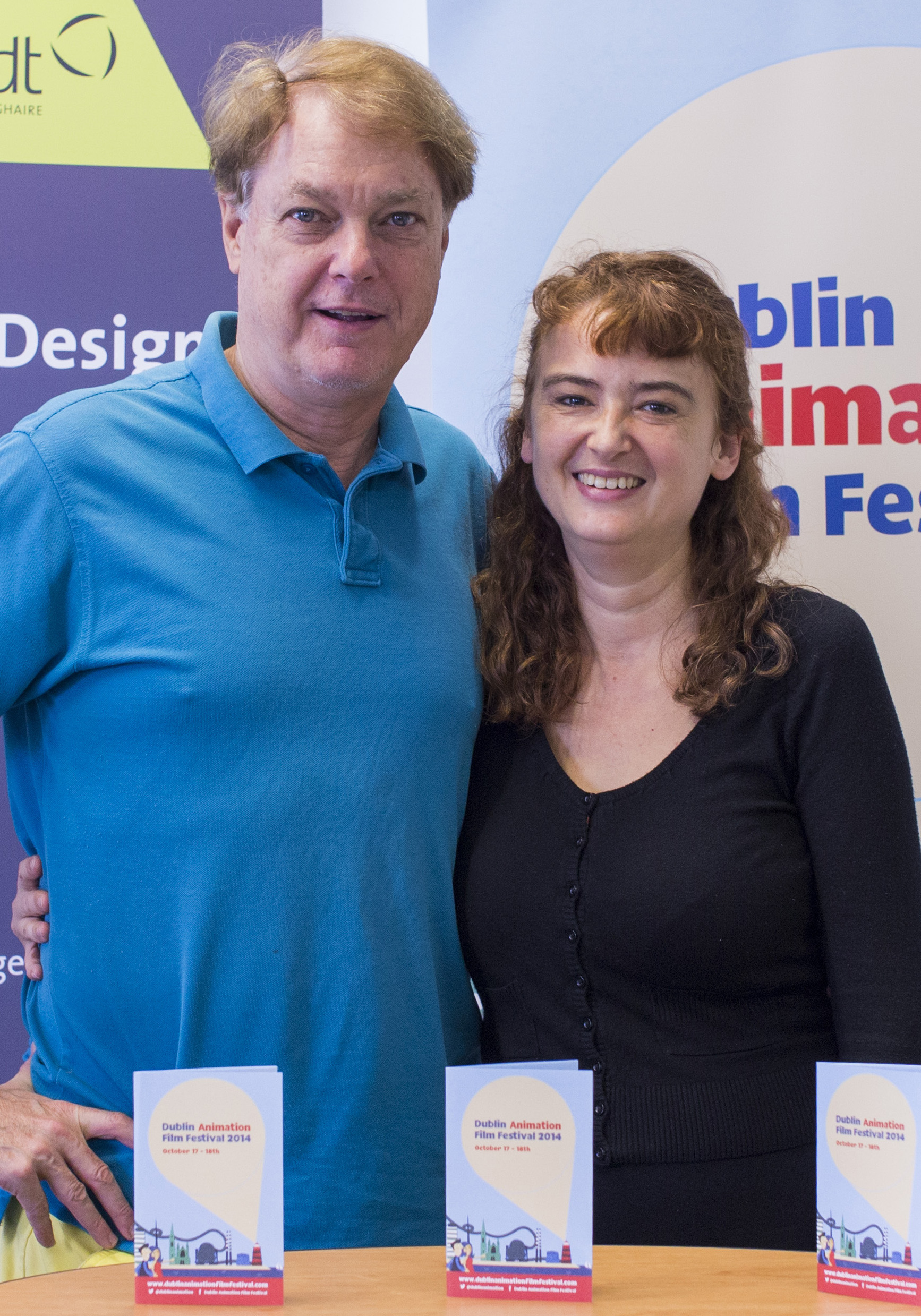
Bill i Sandrine Plympton el 2014

El 1995, va contribuir amb animació i gràfics a una col·lecció de jocs d'ordinador, Take Your Best Shot. També va publicar un cómic el 2003, The Sleazy Cartoons of Bill Plympton.
L'actriu Martha Plimpton, parent llunyana seva, va exercir com a productor associat al llargmetratge d'animació de Plympton Hair High (2004), fent gran part del càsting. El repartiment de veu de la pel·lícula incloïa el seu pare Keith Carradine i el seu oncle David Carradine.

## Obres posteriors
Guard Dog (2004) ambé va ser nominat a l'Oscar al millor curtmetratge d'animació. El 2005, Plympton va animar un vídeo musical per a "Heard 'Em Say" de Kanye West" i l'any següent, va crear el vídeo musical de "Weird Al" Yankovic" "Don't Download This Song". Plympton va contribuir amb l'animació a la sèrie de History Channel de 2006 10 Days That Unexpectedly Changed America, per il·lustrar els esdeveniments de la Rebel·lió de Shays. Juntament amb altres animadors independents de la ciutat de Nova York, ha llançat dos DVDs de curtmetratges animats, tots dos titulats Avoid Eye Contact.
El llargmetratge de 80 minuts de Plympton del 2008, Idiots and Angels presentat per Terry Gilliam, no tenia cap diàleg. La pel·lícula fou estrenada al Festival de Cinema de Tribeca el 26 d'abril de 2008.
El 2011, Alexia Anastasio va completar un documental sobre la vida de Plympton, Adventures in Plymptoons!, publicat el setembre de 2012 directe a- DVD i en vídeo a la carta.
El 2011, Plympton va col·laborar amb el crític de cinema infantil Perry Chen a Ingrid Pitt: Beyond the Forest, un curtmetratge d'animació del 2011 dirigit per Kevin Sean Michaels, sobre l'actriu i supervivent de l'Holocaust Ingrid Pitt.
Plympton va animar l’acudit d'obertura dels episodis de Simpsons "Beware My Cheating Bart" el 2012, "Black Eyed, Please" el 2013, "Married to the Blob" el 2014, "Lisa the Veterinarian" el 2016, "22 for 30" el 2017, "3 Scenes Plus a Tag from a Marriage" el 2018, "Manger Things" el 2021 i "One Angry Lisa" el 2022; així com els menús i el packaging del DVD de la Temporada 19.
Plympton va dirigir el segment "On Eating and Drinking" a la pel·lícula d'animació de 2014 The Prophet, adaptada del llibre de Kahlil Gibran El Profeta. El 2018, Plympton va crear una sèrie de vídeos per a The New York Times anomenats "Trump Bites". Una de les sèries, Trump and Putin: A Love Story, representa Trump i Putin fent-se un petó mig nus. Els crítics van dir que el vídeo implicava que les relacions gais eren intrínsecament còmiques i immorals.
El 2020, Plympton va llançar un Kickstarter per al seu nou western de comèdia animada, Slide. El finançament va tenir èxit i Plympton tenia previst acabar la pel·lícula el 2022.

## Llegat
Una col·lecció de més de 180 articles de Plympton es conserva a l'Academy Film Archive. L'arxiu ha conservat pel·lícules de Plympton com ara Your Face, The Tune, Guard Dog, i The Cow Who Wanted to Be a Hamburger.
Les seves pel·lícules han aparegut a l'Animation Show of Shows entre elles Your Face, Guard Dog, Eat (2001), The Fan and the Flower (2005), i Santa: The Fascist Years (2009).

## Vida personal
El 23 de desembre de 2011, Plympton es va casar amb l'animadora/artista/il·lustradora Sandrine Flament a casa de la seva germana a Oregon. El seu fill, Lucas, va néixer el setembre de 2012.

## Influències
Plympton ha afirmat que té moltes influències, la més gran és el treball de l'estudi Walt Disney amb altres com Tex Avery, Bob Clampett, Robert Crumb, Milton Glaser, Charles Addams, Roland Topor, Quentin Tarantino, Frank Capra, Richard Lester, Bob Godfrey, Saul Steinberg, Tomi Ungerer, Jacques Tati, Milt Kahl, Carlos Nine, i Jules Feiffer. Va dir que I Married a Strange Person! "era influenciat per Peter Jackson, algunes de les seves pel·lícules anteriors... on utilitzava la sang, la violència i la sang com a humor.."

## Premis
- 1988 Nominació a l'Oscar al millor curtmetratge d'animació: "Your Face"[31][32]
- 1991 Premi del jurat al curtmetratge, "Push Comes to Shove", Festival Internacional de Cinema de Canes[33]
- 1991 Premi al millor curtmetratge al XXIV Festival Internacional de Cinema Fantàstic de Sitges per "Push comes to shove":[34]
- 2004 Guanyador del Premi Inkpot[35]
- 2008 Premi al millor director al Buenos Aires Rojo Sangre per Idiots & Angels[36]
- 2005 Nominada a l'Oscar al millor curtmetratge d'animació: "Guard Dog"[37]
- 2006 Premi Winsor McCay als Premis Annie per ASIFA-Hollywood[38]
- 2011 Premi a la trajectòria al 20è Festival Internacional de Cinema de St. Louis[39]
- 2011 Festival Internacional de Cinema de Burbank, Premi Pioner en Animació Teatral[40]
- 2011 Festival Inernacional de Cinema Action On Film, premi a la trajectòria[41]
- 2013 Premi ANIMAFicx, 51è Festival de Cinema de Gijón: "Cheatin'"[42]

## Filmografia

### Llargmetratges animats
- The Tune (1992)
- I Married a Strange Person! (1997)
- Mutant Aliens (2001)
- Hair High (2004)
- Idiots and Angels (2008)
- Cheatin' (2013)
- Revengeance (2016)
- Slide (TBA)

### Documentals
- Fuck (2005; seqüències animades)
- Adventures in Plymptoons! d’Alexia Anastasio (2011)

### Llargmetratges d’acció viva
- J. Lyle (1993)
- Guns on the Clackamas(1995)
- Walt Curtis, the Peckerneck Poet (1997)
- Hitler's Folly (un fals documental) (2016)

### Curts animats
Font tret que s'indiqui el contrari:
- Lucas the Ear of Corn (1977; 4:00)
- Boomtown (1985; 6:00)[45]
- Love in the Fast Lane (1985; 3:00)
- Your Face (1987; 3:10)
- Drawing Lesson #2 (1988; 6:00)
- One of Those Days (1988: 7:50)
- How to Kiss (1989; 6:35)
- 25 Ways to Quit Smoking (1989; 5:00)
- Plymptoons (1990; 6:45)
- Tango Schmango (1991)
- Dig My Do (1990; 4:00)
- The Wiseman (1990: 4:30)
- Push Comes to Shove (1991; 6:30)
- Draw (1993; 2:00)
- Faded Roads (1994; 2:30)
- Nosehair (1994; 7:00)
- How to Make Love to a Woman (1995; 5:00)
- Smell the Flowers (1996; 2:00)
- Boney D (1996; 3:00)
- Plympmania (1996; 8:00)
- Sex & Violence (1997; 8:00)
- The Exciting Life of a Tree (1998; 7:00)
- More Sex & Violence (1998; 7;00)
- Surprise Cinema (1999; 7:00)
- Life (1999, 6:10) (presentadorr, animador)
- Can't Drag Race with Jesus (2000; 2:00)
- Eat (2001; 9:00)
- Parking (2002; 5:22)
- Guard Dog (2004; 5:00)
- The Fan and The Flower (2005; 7:10)
- Guide Dog (2006; 5:45) (seqüela de Guard Dog)
- Shuteye Hotel (2007; 7:00)
- Gary Guitar (2008) (episodi de Random! Cartoons)
- Hot Dog (2008) (tercer de la sèrie Guard Dog)
- Santa: The Fascist Years (2009)
- Horn Dog (2009) (quart de la sèrie Guard Dog)
- The Cow Who Wanted to Be a Hamburger (2010)
- Summer Bummer (2011; 1:49)
- Waiting For Her Sailor (2011; 0:30)
- Tiffany the Whale: Death on the Runway (2012; 8:56)
- Drunker Than a Skunk (2013; 3:30)
- ABCs of Death 2 (segment-H és de Head Games)
- Footprints (2014; 4:01)
- The Loneliest Stoplight (2015; 6:18)
- Cop Dog (2017)

### Curts animats per televisió
- 12 Tiny Christmas Tales (2001)[46]
- ChalkZone “That Thing You Drew”
- Random! Cartoons - Gary Guitar
- Acudits preliminars de The Simpsons (s23e18, s24e15, s25e10, s27e15, s28e17, s29e13, s32e16 and s34e02)

### Compilacions (DVD)
- Avoid Eye Contact Vol. 1
- Avoid Eye Contact Vol. 2
- Plymptoons: The Complete Early Works of Bill Plympton (1992)
- Bill Plympton's Dirty Shorts (2006)
- Mondo Plympton (2007)
- Bill Plympton's Dog Days (2009)
- Bill Plympton's Dogs & Cows (2013)

### Vídeos musicals
- Peter Himmelman "245 Days" (1990)
- Kanye West "Heard 'Em Say" (2005)
- "Weird Al" Yankovic "Don't Download This Song" (2006)
- Parson Brown, "Mexican Standoff" (2008)
- "Weird Al" Yankovic "TMZ" (2011)
- Cousin Joe Twoshacks (Joe Cartoon) - "Deep End" (2014)
- NO SNOW FOR CHRISTMAS

### Comercials
- MTV anunci de servei públic "Acid Rain" (1989)
- Trivial Pursuit (3) (1990–91)
- Nutrasweet (1991)
- Soloflex "Transformation" (1992)
- Oregon Lottery "Blackjack" (1992)
- Taco Bell "Fuddy Duddy" (1993)
- Nik Naks (UK) (1993)
- Microsoft Windows '95 (1995)
- AirTouch Cellular (1996)
- AT&T "Longshot" (1996)
- AT&T Wireless "Map-O-Rama" (1997)
- NBC "Peacock Bumper" (1997)
- 7-11/PBS "Head" & "Explore" (1998)
- The Money Store "End of the World" & "Rollercoaster" (1998)
- Geico Direct (6) (1999)
- Wilson Tennis (3) (2002)
- United Airlines "Signature" (2005)